# Laura Gardin Fraser
Laura Gardin Fraser, née le 14 septembre 1889 et morte le 13 août 1966 est une sculptrice américaine.
Laura Gardin a étudié sous la direction de James Earle Fraser à l'Art Students League de New York de 1910 à 1912, qu'elle épouse en 1913. Seule ou avec son mari, elle conçoit un certain nombre de pièces de monnaie américaines, notamment le demi-dollar du centenaire de l'Alabama de 1921, le demi-dollar du mémorial Grant de 1922, le demi-dollar du centenaire de Fort Vancouver de 1925 et le demi-dollar du mémorial de la piste de l'Oregon de 1926.
En 1924, elle est élue membre associée de la National Academy of Design et membre à part entière en 1931. La même année, elle remporte le concours pour la création d'une nouvelle pièce de 25 cents portant l'effigie de George Washington sur l'avers. Son projet gagnant n'est pas retenu par le secrétaire au Trésor de l'époque, Andrew Mellon, qui choisit un projet de John Flanagan. Le projet de Fraser est frappé comme pièce d'or commémorative de cinq dollars en 1999, pour commémorer le bicentenaire de la mort de George Washington. De 2022 à 2025, ce projet est utilisé pour la série de pièces de 25 cents American Women, qui rend hommage à des femmes américaines éminentes. 

## Jeunesse et éducation
Laura Gardin nait le 14 septembre 1889 à Chicago. Ses parents sont Alice Tilton et  John Emil. Très jeune, elle manifeste des aptitudes pour le modelage et le travail de l'argile, un talent qu'elle développe sous la direction de sa mère,.
Après le lycée, Laura étudie brièvement à l'Université Columbia, puis s'inscrite à l'Art Students' League. C'est durant ses années à la Ligue qu'elle rencontre et étudie auprès de James Earle Fraser, qu'elle épouse ensuite.

## Carrière

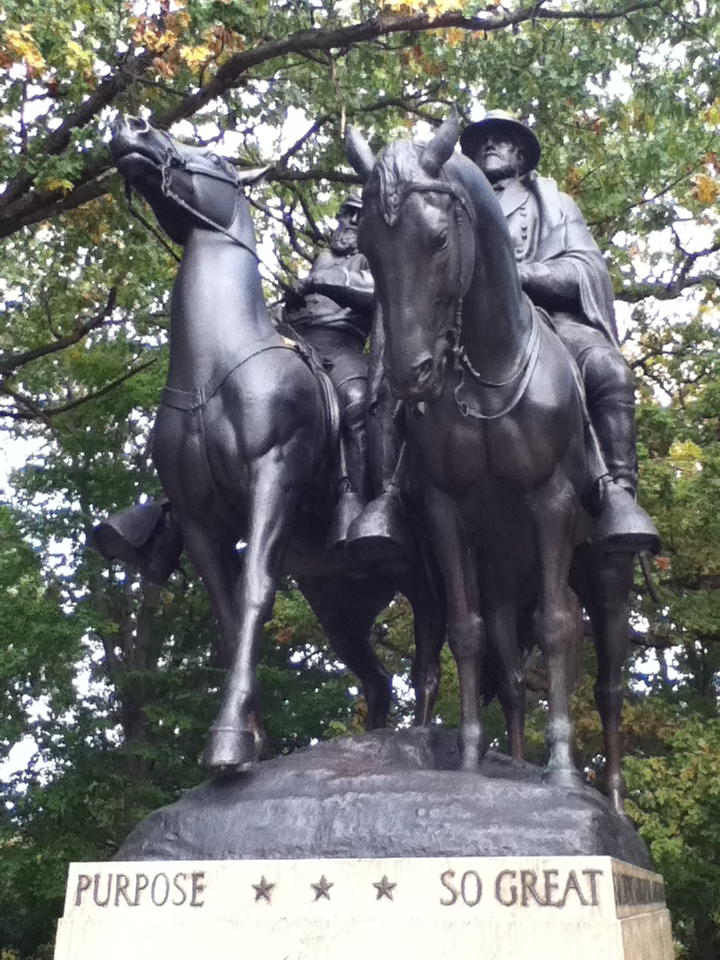
La double statue équestre de Stonewall Jackson et Robert Lee à Baltimore.

Bien que reconnue principalement pour ses contributions numismatiques, Laura remporte des commandes exceptionnelles de sculptures de taille héroïque. Parmi celles-ci, la plus remarquable est sa victoire au concours pour une double statue équestre des généraux Robert E. Lee et Stonewall Jackson à Baltimore. Le concours a lieu en 1936 et six éminents sculpteurs américains, parmi lesquels Lee Lawrie, Paul Manship et Laura Fraser, sont invités à soumettre leurs projets. Fraser est la seule sculptrice invitée à participer au concours. Elle présente son travail aux concours artistiques des Jeux olympiques d'été de 1928 et de 1932.
Fraser meurt le 13 août 1966 à Norwalk (Connecticut), à l'âge de 76 ans. Elle est enterrée aux côtés de son mari au cimetière Willowbrook à Westport (Connecticut)[réf. nécessaire].

## Postérité
En janvier 2016, un groupe de travail chargé d'examiner les monuments confédérés de Baltimore recommande le retrait du monument à Jackson et Lee, ainsi que celui d'une statue du juge en chef de la Cour suprême, Roger B. Taney. Les commissaires recommandent que la sculpture de Jackson et Lee soit offerte au Service des parcs nationaux des États-Unis pour être installée à Chancellorsville (Virginie) où les deux généraux confédérés se sont rencontrés pour la dernière fois en personne peu avant la bataille de Chancellorsville en 1863. La sculpture est retirée aux premières heures du 16 août 2017 par la ville de Baltimore, en réaction aux troubles survenus à Charlottesville, en Virginie, quelques jours auparavant. L'avenir de cette sculpture est incertain, la ville cherchant un nouveau lieu d'accueil.